# Лупу, Наталья Алексеевна
Наталья Алексеевна Лупу (укр. Наталія Олексіївна Лупу, род. 4 ноября 1987 года) — украинская легкоатлетка, специализирующаяся в беге на 800 метров.
На чемпионате Европы 2003 года среди юниоров завоевала золотую медаль, а на чемпионате мира 2004 года среди юниоров — четвёртое место. На чемпионате мира по лёгкой атлетике в помещении 2012 года в Стамбуле завоевала серебряную медаль в беге на 800 метров.
В июле 2009 года в Донецке установила личный рекорд в беге на 800 метров, пробежав дистанцию за 2:00.32.
На чемпионате мира-2014 в закрытых помещениях в польском Сопоте сдала положительный допинг-тест и была дисквалифицирована на 9 месяцев.
Одним из тренером Натальи Лупу был Заслуженный тренер Украины — Степанов Владимир Васильевич.